# Gobierno abierto

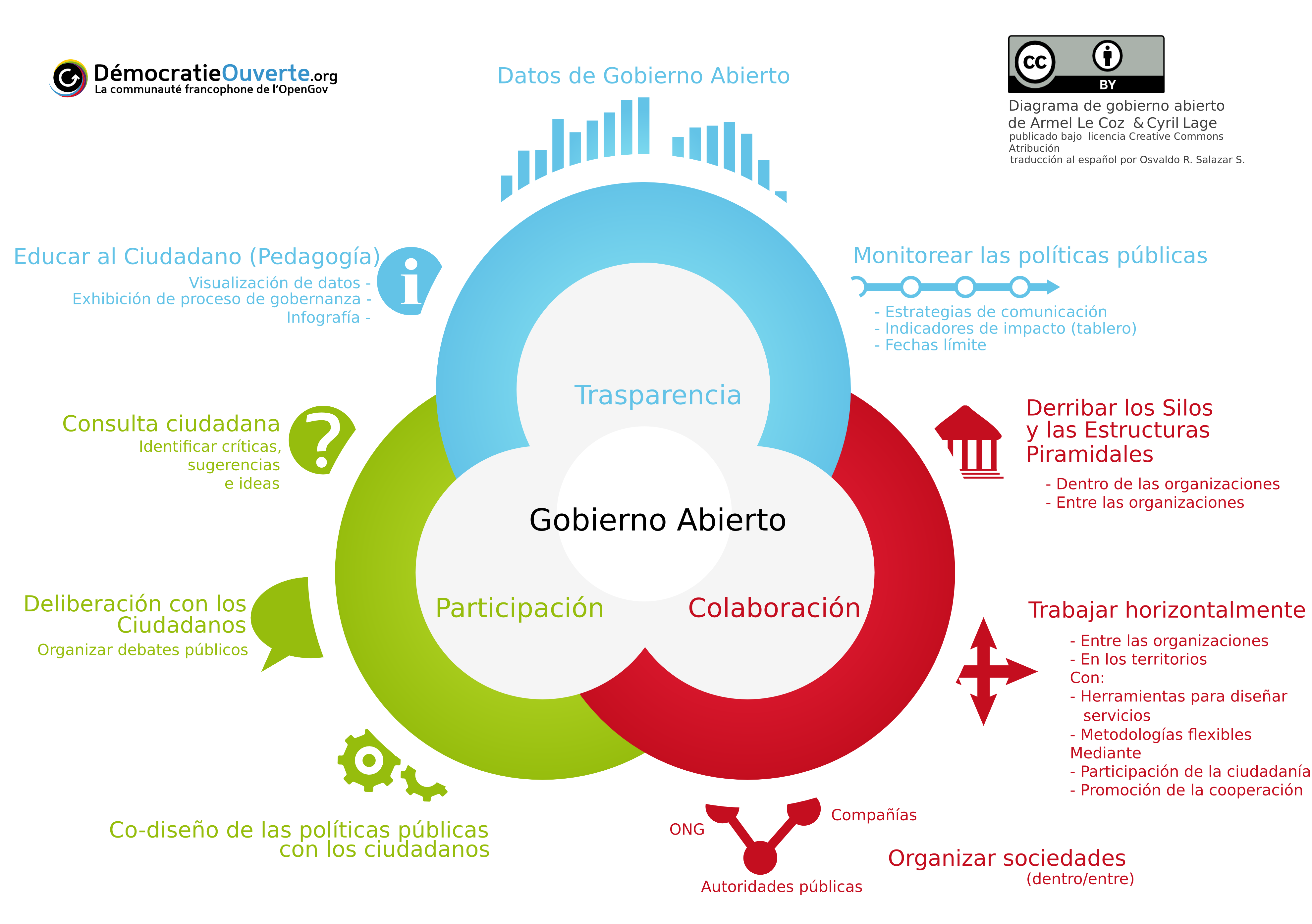
Diagrama de cómo la transparencia, colaboración y participación se tratan en un gobierno abierto

El gobierno abierto es una doctrina política que establece que los ciudadanos tienen acceso a los documentos y procedimientos del gobierno con el fin de permitir la vigilancia pública efectiva. El gobierno abierto tiene como objetivo que la ciudadanía colabore en la creación y mejora de servicios públicos y en el robustecimiento de la transparencia y la rendición de cuentas.
El concepto surgió a finales de 1970 en Inglaterra; el objetivo principal era reclamar la apertura del gobierno y la participación ciudadana frente al secretismo con el que se actuaba. Dos décadas después continuó utilizándose el término open government entendiendo por el mismo el acceso libre a la información, protección de datos y al conocimiento de las actividades previstas que el Gobierno realizará o está realizando permitiendo así el ejercicio de la opinión ciudadana.

## Gobierno abierto
Hay quien considera que gobierno abierto simplemente equivale a una mejora del marco de la administración con la ayuda de las TIC (Tecnologías de la Información y de la Comunicación) y la web 2.0. Sin embargo, el gobierno abierto es una idea ligada principalmente al concepto de innovación, entendiéndose como la creación e implementación de nuevos procesos, productos, servicios y métodos de entrega que dan lugar y se traducen en mejoras significativas en los resultados de eficiencia, eficacia y calidad. Puede considerarse una mejora tecnológica dentro de la organización tal como lo es el gobierno abierto, además la innovación tiene directa relación con el valor agregado que se le adherido a la administración del país, llamándose en este caso valor público, que es cuando se le agrega valor a las actividades destinadas a la gestión y administración del organismo público.

### Innovación y modernización
Se plantea que la innovación es fundamental para el desarrollo del sector público en esta nueva era y que es muy importante para poder mantener fuerte la democracia de un país, además es así como se logra tener una alineación entre las actividades de gobierno y las necesidades que posee la ciudadanía del país, y también ayuda a poder mejorar los fallos que ocurren y poder aplicar y desarrollar las políticas públicas de una manera ordenada y buena.
Además es necesario plantar que se necesitan de ciertos pilares para poder realizar una innovación exitosa dentro de las organizaciones, algunos de estos son por ejemplo el foco a poder resolver los problemas (finalmente se innova para poder resolver problemas), crecimiento de análisis críticos y de evaluación, capacidad de innovación, factores tecnológicos (las innovaciones se ven determinadas en gran parte por un buen avance en factores tecnológicos) entre otros.
También es importante plantear y afirmar que la innovación es importante para el desarrollo de la economía en el país, especialmente la innovación tecnológica es crucial para esto pudiendo a través de este tipo de innovación poder incrementar el proceso productivo de un país pudiendo de esta manera mejorar la economía del mismo, por ende, al momento en que el Gobierno empieza a innovar tecnológicamente se puede concluir que todo lo que se busca es positivo para la gente y la ciudadanía, como para el país en materia de crecimiento tanto nacional como comparativamente.

## Conceptos clave
El concepto de gobierno abierto se sustenta en TRES pilares básicos:
- la transparencia
- la cocreación o colaboración
- la participación

Para delimitar el significado de cada uno de estos aspectos, nos podemos basar en las definiciones que se encuentran en el Memorando sobre Transparencia y Gobierno Abierto que el presidente de EE. UU., Barack Obama, promulgó el 21 de enero de 2009:

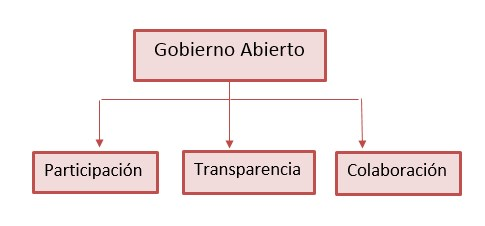
Esquema 3 pilares Gobierno Abierto

- Transparencia: Un gobierno transparente fomenta y promueve la rendición de cuentas de la Administración ante la ciudadanía y proporciona información sobre lo que está realizando y sobre sus planes de actuación. El ayuntamiento (y cualquier otra administración) debería permitir el acceso a esta información pública de manera sencilla y clara, permitiendo de esta manera que los ciudadanos puedan realizar un control de la acción de gobierno, así como crear valor económico o social a partir de los datos públicos ofrecidos libremente por la Administración.

- Cocreación o colaboración: Un gobierno colaborativo implica y compromete a los ciudadanos y demás agentes en el propio trabajo de la administración. La colaboración supone la cooperación no solo con la ciudadanía, sino también con las empresas, las asociaciones y demás agentes, y permite el trabajo conjunto dentro de la propia Administración entre sus empleados y con otras Administraciones.

- Participación: Un gobierno participativo favorece el derecho de la ciudadanía a participar activamente en la conformación de políticas públicas y anima a la administración a beneficiarse del conocimiento y experiencia de los ciudadanos. Por tanto, impulsa acciones y orienta actuaciones que aumentan el protagonismo e implicación de los ciudadanos en asuntos públicos y compromete con mayor intensidad a las fuerzas políticas con sus conciudadanos.

## Contenido
Los principios de transparencia, participación y cocreación con colaboración cristalizaron en múltiples estrategias de gobierno abierto, distintas en función del país que las adopta, pero con dos ejes comunes:
- La apertura de datos públicos (Open Data): que implica la publicación de información del sector público en formatos que permitan su reutilización por terceros para la generación de nuevo valor, lo que se conoce por RISP (Reutilización de la Información del Sector Público). Toda la información que se facilita —que debe ser completa, accesible para todos, gratuita y no restringida, es decir, legible, no discriminatoria y libre—[11] constituye el insumo para la innovación, además de incrementar la transparencia del gobierno y la rendición de cuentas de parte de la ciudadanía.

- La apertura de procesos y el uso de redes sociales y plataformas de participación ciudadana (Open Action): con el objeto de facilitar la participación de la ciudadanía en las decisiones del gobierno y la colaboración en el proceso de formulación de políticas y ejecución de políticas públicas.[12][13]

Con la apertura de la información y el acceso de los ciudadanos a ella, se consigue mejorar los niveles de transparencia; la ciudadanía puede formarse una opinión objetiva sobre el estado de la sociedad, las instituciones públicas y la gestión de éstas; se evita la corrupción; se fomenta la participación pública en las decisiones de gobierno; aumenta la calidad de los procesos de decisión política; permite a los ciudadanos y las organizaciones sociales hacer valer sus derechos; hace crecer la confianza en los procesos de gobierno; aumenta la eficacia en la administración pública, y por ende su competitividad, legitimando la acción de los que la gestionan.
Finalmente, es importante clarificar que ofrecer únicamente información de la administración o los políticos utilizando las redes sociales como Twitter, Facebook, Tumblr o Foursquare no es hacer gobierno abierto, ya que en este caso lo que se hace es comunicar como antes pero con herramientas nuevas, eliminar ciertos intermediarios en algunos momentos. El «gobierno abierto» es practicar la escucha activa de verdad, tener en cuenta las demandas de la ciudadanía y llegar a acuerdos colaborativos. La sociedad se está digitalizando rápidamente, pero no se trata solamente de utilizar las herramientas.

## Ventajas e inconvenientes

### Ventajas[15]
- Solución de los problemas de la representación y la participación en las actuales democracias. Por un lado, autores y estudios coinciden en que las actuales democracias padecen un déficit de transparencia, y por el otro, los canales de participación proporcionados desde las instituciones son, por lo general, más bien escasos. Ello genera problemas en la representación, que para ser solucionados se necesita una verdadera rendición de cuentas —por lo tanto, de la máxima transparencia posible— y aumentar la participación. Con el Open Data y el Open Action se podría conseguir ambas respectivamente.
- Mejora del funcionamiento interno de las instituciones al aumentar su capacidad de conocer dónde se necesita su intervención (ejemplo, Fixmystreet)
- Mayor legitimidad en las decisiones políticas adoptadas

### Inconvenientes
- Posible empoderamiento de los grupos de cabildeo; sin embargo, con los sistemas actuales el empoderamiento de estos grupos es mayor.
- Si la participación no aumentase considerablemente y las decisiones u opiniones que la ciudadanía que sí participa a través de las plataformas habilitadas por el gobierno abierto fuesen determinantes ello podría conllevar a falta de verdadera representatividad; pero aun así este sistema de gobierno abierto tendría mayor representatividad que la actual forma de gobierno.

## Antecedentes e iniciativas
Tanto a nivel nacional, como regional o local se han dado ya varias iniciativas de Gobierno Abierto. Entre las más interesantes podemos destacar las siguientes:
Los primeros pasos hacia un gobierno abierto han venido de Nueva Zelanda y, sobre todo, Estados Unidos, han sido los países que más han apostado por este modelo y lo están aplicando en sus administraciones. En el caso de Estados Unidos, el proceso fue impulsado directamente por el expresidente, Barack Obama, a través de la Iniciativa para el Gobierno Abierto. A nivel local también hay iniciativas de gobierno abierto interesantes, como las de los Ayuntamientos de Washington D. C., Los Ángeles o Nueva York. Más recientemente, Reino Unido comenzó su estrategia de apertura de la mano de Tim Berners-Lee, el creador de la Web.

### Chile
En Chile la necesidad de aplicar la idea de Gobierno Abierto se vuelve fundamental ante la necesidad de áreas más modernizadas y adecuadas al avance tecnológico, pero también ante el reconocimiento de una creciente y más compleja demanda de la ciudadanía a las administraciones locales, regionales y nacionales.
La idea de modernización en Chile comenzó a fomentarse al finalizar la Dictadura Cívico Militar, cuando en 1990 la Concertación por la Democracia accedió al poder democráticamente. Tal coalición tenía un programa en el cual era necesario el inicio de una modernización de Estado para la buena realización e implementación de éste, aquí se podían apreciar dos objetivos fundamentales los cuales eran la democratización del aparato estatal y la descentralización de la administración del Estado. También para el desarrollo de la modernización fue necesario el informe de 1990 de la PNUD en donde se planteaban los principales desafíos por los cuales el recién electo gobierno tendría que pasar para poder efectuar una buena administración de Estado.
Específicamente en este país la idea de gobierno abierto fue lanzada por el Ministerio Secretaría General de la Presidencia a través de la Unidad de Modernización y Gobierno Electrónico, esta unidad tiene como objetivo la modernización del Estado, mirada desde el gobierno digital lo cual se trata de las transformaciones, innovaciones tecnológicas, políticas, entre otras, que finalmente mejoran la capacidad para que el Estado responda a las necesidades de la ciudadanía de manera eficiente y eficaz. Esta iniciativa en Chile fue promulgada el 11 de agosto de 2008 a través de la ley 20.285 por la presidenta Michelle Bachelet siendo esto parte de la agenda de probidad y transparencia y a la vez parte de la agenda de modernización del Estado.
Chile también se ha adherido a diferentes organismos que promueven el Gobierno Abierto y ayudan a implantarlo. El más reciente es la Alianza para el Gobierno Abierto a la cual Chile se unió en 2012. En octubre de 2015 Chile forma parte del Comité Directo de esta alianza. Todos los países miembros se comprometen a cumplir 4 pilares esenciales: mayor acceso a la información, apoyar la participación ciudadana a través del incentivo a la transparencia y la facilitación para que la gente pueda emitir sus opiniones, promover estándares de integridad, aumentar y promover el acceso a tecnologías nuevas para así poder incrementar la apertura hacia el resto de la ciudadanía como también poder realizar una mejor y transparente rendición de cuentas.
Este país ha realizado dos planes de acción en torno al Gobierno Abierto por la necesidad que se tiene de cambiar el paradigma y funcionar con este nuevo, es por esto que se prepararon estos planes de acción uno del 2012 y el otro del 2014-2016.

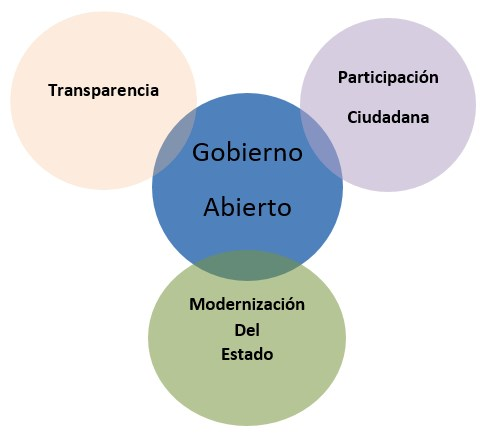
Pilares Plan de Acción 2014 - 2016. Alianza para el Gobierno Abierto en Chile

El plan de acción del año 2012 se refería acerca del reciente ingreso a esa fecha de Chile a la Alianza de Gobierno Abierto, que sucedió en el gobierno del expresidente Sebastián Piñera. Se plantea también que Chile ha podido ingresar a estar alianza, ya que el país cumple con criterios mínimos con respecto a acceso a la información, transparencia de esta misma, innovación, entrega de servicios, entre otras cosas. 
El plan de este año plantea los avances de Chile en torno al Gobierno Abierto que ha tenido el país hasta la fecha en cuestión, siendo los principales la modernización de y mejoramiento de los servicios públicos pudiendo ver aquí el desarrollo e implementación de Chile. Atiende que es un servicio en el cual se busca que la gente pueda acudir a solo un lado para poder realizar sus trámites, también aquí esta el mejoramiento del Portal de Gobierno Abierto ayudando al mejor acceso de la información y otro importante cambio en esta área fue el de la identidad digital, cambio tecnológico bastante significado para poder modernizar las instalaciones del Estado y avanzando de la misma forma que el mundo va avanzando en torno a las nuevas tecnologías.
El año 2013, específicamente en octubre, se desarrolló una cumbre de la Alianza en Londres, en donde se trabajó en el plan de acción buscando nuevas propuestas y construir nuevos compromisos para aplicar e implementar en el plan de acción. Chile no envió en esa oportunidad el borrador de plan de acción a OGP. Con esto Chile se vio enfrentado a dos problemas, uno que era el cambio de gobierno por el cual estaba pasando el país y por otro lado la publicación del nuevo plan de acción que tenía nuevos requerimientos teniendo así que redefinir los compromisos adoptados anteriormente. Para el buen desarrollo de esto se creó una Mesa Permanente de la OGP para seguir trabajando lo cual finalmente fue enviado a la OGP y terminó siendo el plan de acción de 2014 hasta el 2016.

El plan de acción del año 2014 para que dure hasta el 2016 entiende al Gobierno Abierto como: 
“Una política pública de carácter transversal en el Estado chileno, cuyo propósito es fortalecer y mejorar la institucionalidad y gestión de los asuntos públicos a partir de promover y consolidar la aplicación de los principios de la transparencia y acceso a la información pública, y los mecanismos de participación ciudadana en el diseño, formulación, ejecución y evaluación de las políticas. Todo ello en el contexto del proceso de modernización de las instituciones públicas en curso, cuya finalidad es avanzar hacia un Estado al servicio de todos y a mejorar la calidad de vida de la población”.
Tomando en cuenta esto Chile basa sus ideas de Gobierno Abierto en 3 pilares, estos son: Transparencia, que es cuando se refiere a la apertura de la información y el mejor acceso a esta por parte de toda la ciudadanía del país. Participación Ciudadana, que es donde se busca el incentivo en la involucración de la gente en el trabajo a nivel gubernamental y por último esta la modernización del estado, con esto se refiere al modernización del Estado y Gobierno Digital, buscando así cambiar el paradigma de lo que era la administración , tratando de esta manera innovar de distintas áreas y no solo desde la tecnología.

### El Salvador
En El Salvador, la Subsecretaría de Transparencia y Anticorrupción adscrita a la Presidencia de la República, lanzó el portal de Gobierno Abierto en diciembre de 2012 el cual contiene información pública centralizada de más de 70 instituciones del Ejecutivo así como distintas herramientas que facilitan el acceso ciudadano a la información. El portal permite realizar solicitudes de información pública en línea a las instituciones así como enviar quejas, avisos y denuncias para mejorar servicios y prevenir la corrupción.
Dentro de la iniciativa de Gobierno Abierto se encuentra el portal Infoútil, que contiene información socialmente útil a través de la cual los ciudadanos pueden tomar decisiones sobre la adquisición de bienes y servicios. El portal se alimenta con bases de datos públicas entre las que se encuentran los precios de referencia de productos alimenticios en los supermercados, el costo de las matrículas y colegiaturas, los médicos autorizados para ejercer en el país, los establecimientos alimenticios con permisos sanitarios, el listado de sindicatos legalmente inscritos, las empresas multadas por violaciones laborales, entre otras.

### España
España es miembro de la Alianza para el Gobierno Abierto desde su fundación en 2011 y ha presentado cuatro planes de gobierno abierto. El último plan de acción se ha aprobado el 29 de octubre de 2020. Este Plan recoge 10 compromisos que asumen las Administraciones públicas para reforzar la transparencia y la rendición de cuentas, mejorar la participación, establecer sistemas de integridad pública, y formar y sensibilizar a la ciudadanía y al personal empleado público en materia de Gobierno Abierto, con el objetivo de contribuir a una sociedad más justa, pacífica e inclusiva. En España se creó en 2018 el Foro de Gobierno Abierto del Gobierno de España.
Un paso importante hacia la consolidación del Gobierno Abierto fue la promulgación de la Ley 19/2013, de 9 de diciembre, de Transparencia, Acceso a la Información Pública y Buen Gobierno, además de la Ley 37/2007, sobre reutilización de la información del sector público, que regula y fomenta la reutilización de los datos elaborados o custodiados por las Administraciones y organismos del sector público. Para apoyar a la Ley 37/2007, también es de destacar el Proyecto Aporta, que impulsa la reutilización de la información y su puesta a disposición a los ciudadanos. Para ello, ha creado una guía de referencia, la Guía Aporta, y dispone en su página web de un buscador de información pública en Internet (http://datos.gob.es). También cabe reseñar la creación del Foro de Gobierno Abierto.
En España los gobiernos autonómicos y muchas administraciones locales han puesto en práctica asimismo el «gobierno abierto», la información sobre los mismos está accesible en el siguiente enlace del portal de transparencia de la Administración General del Estado.
Los proyectos pioneros de «gobierno abierto» a nivel autonómico en España fueron los del País Vasco (en especial, los proyectos Irekia y Open Data Euskadi) y Cataluña, y más recientemente Navarra y Castilla y León.
A nivel local en España, algunos de los proyectos de Ayuntamientos más interesantes en relación con el «gobierno abierto» fueron los de los ayuntamientos de San Baudilio de Llobregat, Jun o Getafe.
En España a nivel autonómico hubo diversas iniciativas pioneras, entre las que destacó la iniciativa vasca Irekia. Irekia logró obtener un reconocimiento internacional por parte de expertos en Gobierno Abierto. En abril de 2012, el Gobierno Abierto Vasco participó en el primer encuentro de la Alianza para el Gobierno Abierto, evento en el que solo se puede asistir siendo un país formal. Aun así, Irekia tenía una invitación para asistir al encuentro por ser de los proyectos más importantes en este ámbito en esas fechas.

### Guatemala
Guatemala se adhirió a la Alianza para el Gobierno Abierto en el año 2011, participando desde entonces en cuatro ciclos de planes de acción, 2011 a 2020. En el diseño de estos planes de acción han participado la Secretaría de Control y Transparencia (SECYT), la Comisión Presidencial para la Transparencia y el Gobierno Electrónico (COPRET), y finalmente el Punto de Contacto de la Alianza para el Gobierno Abierto en Guatemala, persona nombrada por el presidente el 31 de marzo de 2016 y que actúa en nombre de Presidencia, pero que no está adscrita a una institución concreta.
En todo este proceso, ha sido clave el papel de la Organización de los Estados Americanos (OEA). En 2015 el presidente de la República, pidió apoyo al Secretario General de la OEA para hacer un diagnóstico del Gobierno Abierto en Guatemala a partir de entrevistas realizadas con distintos actores clave en el país. De ahí salieron algunas recomendaciones que el gobierno ejecutó parcialmente.
El proceso de cocreación de los planes de acción ha sido realizado con la participación de representantes del Gobierno y de la sociedad civil, aunque esto ha ido variando a medida que los planes han sido más participativos y los compromisos más firmes. Los ejes temáticos también fueron cambiando a lo largo de los planes de acción, siendo los principales el uso de los recursos públicos, mecanismos de transparencia y participación ciudadana, acceso a la información pública, rendición de cuentas, innovación tecnológica, seguridad y justicia, educación, salud y seguridad alimentaria y nutricional y gobiernos locales. En cuanto a los compromisos establecidos en los planes de acción, en el 1º Plan de Acción se propusieron 3 compromisos, en el 2º Plan 48, en el 3º Plan 22 y en el 4º Plan de Acción se propusieron 24 compromisos. 
Respecto al 4º Plan de Acción, si bien este se formuló de manera participativa entre todas las organizaciones, debido a algunas decisiones y acciones tomadas por el gobierno de la República, un grupo de organizaciones de la sociedad civil decidió salirse de la Mesa Técnica de Gobierno Abierto y suspender el proceso. El gobierno publicó dicho plan de acción, aunque este no está validado por la mayoría de las organizaciones de la sociedad civil. Gobierno abierto no solo son los compromisos establecidos en los planes de acción promovidos por la Alianza para el Gobierno Abierto, sino que hay otra serie de iniciativas tanto en el Estado como en los gobiernos locales las cuales se están haciendo efectivas y que también están teniendo un resultado positivo.

### Perú
El Perú desde el 2003, con la aprobación de la Ley de Transparencia y Acceso a la Información Pública, se han dado grandes pasos con el fin de acercar a los ciudadanos a lo que viene haciendo el gobierno. Actualmente ya existe un Portal Nacional de Datos Abiertos del Perú que unifica la información de las diferentes entidades gubernamentales y brinda información actualizada, de acceso inmediato para el ciudadano.
Los avances para un gobierno abierto traducido en parte por un portal nacional de datos abiertos en el Perú, es la señal más significativa de avance, desde el año 2012 en el que el Perú se adhirió a la iniciativa internacional de Sociedad de Gobierno Abierto.
Este servicio cubre la falta información accesible para que sea procesable por medio de computadoras en las instituciones del Estado. Los Portales de datos abiertos devuelven al ciudadano el interés de estar informado, de participar en lo que vienen haciendo sus autoridades, de compartir la información a la cual se accede y de proponer soluciones innovadoras a los grandes retos que enfrenta el país, y permite cambiar el clima de desconfianza en las instituciones del Estado, lo cual se refleja en una baja participación ciudadana y mitigar el problema de corrupción en el país, mal que aqueja a la mayoría de países en el mundo, debe enfrentarse con transparencia. Los datos abiertos son espacios en los que esta transparencia se fomenta, lo cual permite al ciudadano ser un participante fiscalizador, en el Perú tenemos principalmente los siguientes hitos:
1. La Ley de Transparencia y Acceso a la Información Pública N° 27806 se aprobó en el 2003.
2. La Municipalidad Metropolitana de Lima-Perú crea su portal de datos abiertos en mayo de 2012
3. La Municipalidad Distrital de Miraflores, de Lima-Perú crea su portal de datos abiertos en febrero de 2015.
4. La Municipalidad Distrital de San Isidro (enlace roto disponible en Internet Archive; véase el historial, la primera versión y la última)., de Lima-Perú crea su portal de datos abiertos en mayo de 2015.
5. El Ministerio de Agricultura y Riego del Perú – AGRORURAL (enlace roto disponible en Internet Archive; véase el historial, la primera versión y la última). – Programa de Desarrollo Productivo Agrario Rural, crea su portal de datos abiertos en enero de 2016. (*).
6. El Gobierno Regional La Libertad, crea su portal de datos abiertos en junio de 2016.
7. La Municipalidad de San Martín Archivado el 12 de agosto de 2019 en Wayback Machine., crea su portal de datos abiertos en agosto de 2016.
8. El Ministerio del Ambiente – SENACE – Servicio Nacional de Certificación Ambiental para las Inversiones Sostenibles, crea su portal de datos abiertos en septiembre de 2016, siendo el primer Portal de Datos Abiertos en el Perú, donde sus datos expuestos se actualizan de manera automática por medios informáticos.
9. El Ministerio de Economía y Finanzas del Perú, crea su portal de datos abiertos en julio de 2018.
10. La promulgación por el Gobierno del Perú del Decreto Supremo DS-016-2017-PCM publicado en febrero de 2017 Archivado el 12 de julio de 2019 en Wayback Machine., donde se aprueba la “Estrategia Nacional de Datos Abiertos Gubernamentales del Perú 2017-2021” y el “Modelo de Datos Abiertos Gubernamentales del Perú”, darlo el marco legal a la Publicación de los Portales de Datos Abiertos en las instituciones públicas en el Perú.
11. La Secretaría de Gobierno Digital, crea el Portal Nacional de Datos Abiertos Archivado el 21 de junio de 2022 en Wayback Machine., con el Catálogo Nacional de los Datos Abiertos de la Administración Pública en el Perú en mayo de 2017.
12. El OSIPTEL – Organismo Supervisor de Inversión Privada en Telecomunicaciones, crea su portal de datos en julio del 2017.
13. El Ministerio del Ambiente – OEFA – Organismo de Evaluación y Fiscalización Ambiental, crea su portal de datos en enero de 2019.
14. Sobre los avances del Gobierno Abierto la Secretaría de Gestión Pública de la Presidencia del Consejo de Ministros entre julio y octubre del 2019,  esta realizando el proceso de convocatoria a reuniones de talleres descentralizados con la participación de representantes gobierno, entidades públicos, universidades, gremios empresariales, cooperantes y sociedad civil, para la formulación en CO-CREACION del IV Plan de Acción de Gobierno Abierto del Perú 2020-2021 (IV PAGA) Archivado el 28 de septiembre de 2020 en Wayback Machine.; en el cual se busca la participación activa de la ciudadanía para cocrear compromisos que asumirá el estado peruano de cara a la promoción de los principios del Gobierno Abierto, como son la transparencia y el acceso a la información pública, la participación ciudadana, la rendición de cuentas y la integridad pública. Permitiendo consensuar y recabar los aportes y compromisos a incorporarse en dicho plan de acción por temáticas, con la participación de los diferentes actores que conforman el ecosistema de gobierno abierto, sirviendo también como canal de difusión y sensibilización, monitoreo y evaluación de la aplicación del Plan de Acción de Gobierno Abierto.

Este plan presentara avances y resultados del estado peruano en áreas como:
- Mejora de Servicios Públicos
- Participación Ciudadana
- Transparencia y Acceso a la Información Pública
- Rendición de Cuentas

### República Dominicana
En este ámbito, de acuerdo a lo expresado por el analista político Geovanny Vicente Romero, en un análisis del Banco Interamericano de Desarrollo (BID): 

“la República Dominicana ha ido sentando las bases para una implementación efectiva del Gobierno Abierto, citando las Iniciativas Participativas Anticorrupción (IPAC) y la adhesión del país a la Alianza de Gobierno Abierto (AGA), a partir de la cual se elaboró un Plan de Acción teniendo como protagonista la participación ciudadana como parte esencial en el proceso de consulta, haciendo uso de diversos canales de interacción y diálogo. Producto de este plan se creó el Portal de Gobierno Abierto RD como una herramienta tecnológica para el fortalecimiento de estos temas”.